# Melitta seitzi
Melitta seitzi är en biart som beskrevs av Johann Dietrich Alfken 1927. Melitta seitzi ingår i släktet blomsterbin, och familjen sommarbin. IUCN kategoriserar arten globalt som otillräckligt studerad. Inga underarter finns listade i Catalogue of Life.